# Night Flight

Night Flight är en låt av Led Zeppelin på albumet Physical Graffiti från 1975. Låten spelades in 1971 inför skivan Led Zeppelin IV, men valdes bort och återkom istället på "Physical Graffiti". Den spelades aldrig live av Led Zeppelin, men det finns bootleginspelningar som visar att låten spelades på en "soundcheck" 1973.